# Raión de Médvenka
El raión de Médvenka (ruso: Ме́двенский райо́н) es un distrito administrativo y municipal (raión) ruso perteneciente a la óblast de Kursk. Se ubica en el sur de la óblast. Su capital es Médvenka.
En 2021, el raión tenía una población de 16 324 habitantes.
El raión comprende un conjunto de áreas rurales o poco pobladas ubicadas al sur de la capital regional Kursk. El principal curso de agua del raión es el río Reut.

## Subdivisiones
Comprende el asentamiento de tipo urbano de Médvenka (la capital, que forma un ayuntamiento urbano sin pedanías) y 146 localidades rurales. A efectos de autogobierno local (descentralización), estas últimas se agrupan en nueve asentamientos rurales, que reciben el nombre tradicional de selsovet (сельсовет), y que son los siguientes:
- Amósovka
- Vysókoye
- Verjni Reutets
- 1-ya Gostomlia
- 2-ya Kitayevka
- Nizhni Reutets
- Paniki
- 1-e Pánino
- Chermóshnoye (sede del ayuntamiento en Nizhni Dubovets)

El actual mapa de autogobierno local data de varias fusiones de ayuntamientos que tuvieron lugar en 2010-2019. Sin embargo, a efectos de división territorial de los órganos internos federales y de la óblast (desconcentración), se sigue dividiendo en los dieciséis gobiernos locales que se habían definido en 2004, y que crearon sus ayuntamientos conforme a dicho mapa en 2006. Los seis selsovety que siguen existiendo como áreas administrativas, pero desde 2010-2019 sin ayuntamiento, son:

- Petrovka (integrado en 2010 en Nizhni Reutets)
- Spáskoye (integrado en 2010 en Vysókoye)
- Liubitskoye (integrado en 2010 en Chermóshnoye)
- Vyshni Dubovets (integrado en 2010 en 1-ya Gostomlia, hasta finales de ese año con sede de ayuntamiento en Známenka)[7]
- Tarasovo (integrado en 2010 en Verjni Reutets)
- Liubach (integrado en 2019 en Verjni Reutets)[8]